# بلاپه
بلاپه (انگلیسی: Blancpain) شرکت ساعت‌سازی سوئیسی است، که در سال ۱۷۳۵ توسط ژان-ژاک بلاپه تأسیس شد و در حال حاضر بخشی از گروه سواچ بشمار می‌آید. دفتر مرکزی بلاپه در شهر پادکس قرار دارد.